# Безповоротна фінансова допомога
Безповоротна фінансова допомога — це:
- сума коштів, передана платнику податку згідно з договорами дарування, іншими подібними договорами, які не передбачають відповідної компенсації чи повернення таких коштів (за винятком бюджетних дотацій і субсидій), чи без укладення таких угод;
- сума безнадійної заборгованості, відшкодована кредитору позичальником після списання такої безнадійної заборгованості;
- сума заборгованості платника податку перед іншою юридичною чи фізичною особою, що залишилася нестягнутою після закінчення строку позовної давності;
- кредит або депозит, наданий платнику податку без встановлення строків повернення його основної суми, за винятком кредитів, наданих під безстрокові облігації, та депозитів до запитання у банківських установах.